# Юкша
Юкша (рум. Iucșa) — село у повіті Нямц в Румунії. Входить до складу комуни Бозієнь.
Село розташоване на відстані 279 км на північ від Бухареста, 58 км на схід від П'ятра-Нямца, 49 км на південний захід від Ясс.

## Населення
За даними перепису населення 2002 року у селі проживали 682 особи, усі — румуни. Усі жителі села рідною мовою назвали румунську.